# نیینگچی
نیینگچی (به تبتی: ཉིང་ཁྲི་གྲོང་ཁྱེར།، نویسه‌گردانی «ویلی»: nying khri grong khyer، پین‌یین تبتی: Nyingchi Chongkyir)(به چینی: 林芝市، به پین‌یین: Línzhī Shì) یک شهر در سطح ولایت در جمهوری خلق چین است که در منطقه خودمختار تبت واقع شده‌است. نیینگچی ۱۱۶٬۱۷۵ کیلومتر مربع مساحت و ۱۹۵٬۱۰۹ نفر جمعیت دارد.